# Carpelimus sordidus
Carpelimus sordidus är en skalbaggsart som beskrevs av Cameron 1923. Carpelimus sordidus ingår i släktet Carpelimus och familjen kortvingar. Inga underarter finns listade i Catalogue of Life.